# Ochlandra
Els bambús del gènere Ochlandra de la subfamília de les bambusòidies de la família de les poàcies, són plantes de clima tropical.

## Taxonomia
- Ochlandra capitata - Madagascar
- Ochlandra ebracteata - Índia
- Ochlandra scriptoria
- Ochlandra stridula
  - Ochlandra stridula var. maculata
- Ochlandra talbotii
- Ochlandra travancorica
- etc.